# Luca Simoni
Luca Simoni (Venezia, 28 marzo 1977) è un ex velocista italiano.

## Biografia
Muove i primi passi sulla distanza dei 100 m all'età di 17 anni. I risultati non tardano e l'anno successivo, nel 1995, è già campione italiano della categoria juniores (titolo vinto a Nembro con il tempo 10"45, crono che ad oggi resta tra i primi tre di sempre nella categoria).
Nel 2002 partecipa ai Campionati europei di Monaco di Baviera nei 100 metri piani. Si presenta con un record personale di 10"38, stabilito a Conegliano poche settimane prima. In batteria corre un buon 10"48 (stesso tempo ottenuto anche dal compagno Maurizio Checcucci) e si qualifica automaticamente per i quarti di finale, dove viene però eliminato con il tempo di 10"63.

## Progressione

### 100 metri piani
| Stagione | Risultato | Luogo             | Data      | Rank. Mond. |
| -------- | --------- | ----------------- | --------- | ----------- |
| 2007     | 10"63     | Fabriano          | 15-7-2007 | -           |
| 2006     | 10"57     | Bellinzona        | 25-5-2006 | -           |
| 2005     | 10"53     | Pergine Valsugana | 22-7-2005 | -           |
| 2004     | 10"27*    | Donnas            | 20-6-2004 | -           |
| 2003     | 10"43     | Tarvisio          | 27-7-2003 | -           |
| 2002     | 10"38     | Conegliano        | 21-6-2002 | -           |
| 2001     | 10"53     | Catania           | 7-7-2001  | -           |
| 2000     | 10"40     | Conegliano        | 3-6-2000  | -           |

- Il 10"27 nel 2004 è stato ottenuto con vento superiore ai 2 m/s, quindi non regolamentare.

## Palmarès
| Anno | Manifestazione | Sede   | Evento    | Risultato        | Prestazione | Note |
| ---- | -------------- | ------ | --------- | ---------------- | ----------- | ---- |
| 2002 | Europei        | Monaco | 100 metri | Quarti di finale | 10"63       |      |

## Campionati nazionali
1995
- Oro ai campionati italiani juniores, 100 m piani - 10"45

2002
- Bronzo ai campionati italiani assoluti, 100 m piani - 10"46[1]

2007
- Oro ai campionati italiani assoluti, staffetta 4x100 m - 40"05